# Забелин, Кирилл Олегович
Кирилл Олегович Забелин (бел. Кірыл Алегавіч Забелін; род. 22 июня 2002, Ли́да, Гродненская область) — белорусский футболист, полузащитник клуба «Минск».

## Карьера

### «Минск»

#### Начало карьеры
Начинал заниматься футболом в лидской ДЮСШ. Первым тренером футболиста был Сергей Николаевич Салыго. Также футболист является выпускником Академии АБФФ. В сентябре 2019 года футболист перешёл в структуру минского «Динамо». В 2020 году футболист стал выступать за дублирующий состав минского клуба. В 2021 году футболист впервые стал подтягиваться к матчам основной команды, за которую так и не дебютировал, а по окончании сезона покинул клуб, с которым закончился срок действия контракта. В январе 2022 года футболист проходил просмотр в «Рухе». В марте 2022 года футболист официально присоединился к брестскому клубу, однако тот вскоре был расформирован ещё до начала нового сезона. В конце марта 2022 года футболист на правах свободного агента присоединился к столичному «Минску».

#### Аренда в «Лиду»
В марте 2022 года футболист на правах арендного соглашения отправился в «Лиду», которое было рассчитано до конца сезона. Дебютировал за клуб футболист 16 апреля 2022 года в матче против новополоцкого «Нафтана», выйдя на поле в стартовом составе. Первым результативным действием за клуб футболист отличился 15 мая 2022 года в матче против рогачёвского «Макслайна», отдав голевую передачу. Дебютным забитым голом за клуб футболист отличился 5 июня 2022 года в матче против «Молодечно-2018». Своим первым забитым дублем футболист отличился 16 июля 2022 года в матче против «Барановичей». По итогу сезона футболист вместе с клубом завершил чемпионат на итоговом десятом месте. На протяжении сезона футболист выступал за клуб в роли одного из ключевых игроков, став лучшим бомбардиром с 11 забитыми голами и 7 результативными передачами. По окончании срока арендного соглашения футболист покинул клуб.

#### Сезон 2023
В начале 2023 года футболист присоединился к основной команде столичного «Минска», вместе с которой начал подготовку к новому сезону. Новый сезон футболист начал с дебютного матча за клуб 17 марта 2023 года против мозырской «Славии», выйдя на замену на 79 минуте. Первым результативным действием за клуб футболист отличился 8 апреля 2023 года в матче против борисовского БАТЭ, отдав голевую передачу. На протяжении первой половины сезона футболист выступал за минский клуб в роли одного из основных игроков основной команды, чередуя матчи в стартовом составе и выходя на поле со скамейки запасных, отличившись своей единственной результативной передачей.

#### Аренда в «Днепр-Могилёв»
В июле 2023 года футболист на правах арендного соглашения футболист присоединился к могилёвскому «Днепру» до конца сезона. Дебютировал за клуб футболист 16 июля 2023 года в матче против петриковского «Шахтёра», выйдя на поле в стартовом составе и отличившись дебютным забитым голом. В следующем матче 23 июля 2023 года в рамках Кубка Беларуси против бобруйской «Белшины» отличился забитым дублем. В матче 5 августа 2023 года против «Осиповичей» футболист отличился очередным дублем. На протяжении всего сезона футболист оставался в клубе ключевым игроком, отличившись 12 забитыми голами и 3 результативными передачами во всех турнирах. По итогу сезона футболист вместе с клубом стал серебряным призёром чемпионата, получив прямое повышение в Высшую лигу. В декабре 2023 года футболист покинул клуб по окончании срока арендного соглашения.

#### Сезон 2024
Новый сезон за клуб футболист начал 3 марта 2024 года с четвертьфинального матча Кубка Беларуси против гродненского «Немана». Первый матч в чемпионате футболист сыграл 16 марта 2024 года против борисовского БАТЭ, выйдя на поле в стартовом составе. Дебютным забитым голом за клуб футболист отличился 5 апреля 2024 года в матче против «Сморгони», реализовав пенальти. В сентябрьских матчах против «Гомеля» и жодинского «Торпедо-БелАЗ» футболист суммарно отличился 4 результативными передачами. В ноябре 2024 года футболист выбыл из распоряжения клуба из-за призыва в армию. По итогу сезона футболист вместе с клубом завершил чемпионат на итоговом тринадцатом месте. На протяжении сезона футболист выступал за клуб в роли одного из основных игроков, отличившись 2 забитыми голами и 5 результативными передачами.

#### Сезон 2025
В апреле 2025 года футболист после прохождения курса молодого бойца вернулся в «Минск». Первый матч в новом сезоне футболист сыграл 13 апреля 2025 года против «Молодечно-2018», выйдя на замену на 75 минуте. 

## Международная карьера
В 2016 году дебютировал за юношескую сборную Беларуси до 16 лет в товарищеском матче против Литвы. В сентябре 2018 года получил вызов в юношескую сборную Беларуси до 17 лет. Дебютировал за сборную 21 сентября 2018 года в товарищеском матче против Армении. В октябре 2019 года футболист вместе со сборной отправился на квалификационные матчи юношеского чемпионата Европы до 17 лет. Дебютный гол за сборную забил 16 октября 2018 года в матче против Казахстана. В начале 2019 года футболист принял участия в Кубке Развития, победителем которого по итогу встал. В марте 2023 года футболист получил вызов в молодёжную сборную Беларуси.

## Личная жизнь
- Брат Егор Забелин (род. 2004) — профессиональный футболист.